# Götabanken
Die Götabanken, international auch als Gotabanken bekannt, war ein schwedisches Bankhaus. Das Geldinstitut gehörte lange Zeit zu den fünf größten Banken Schwedens.

## Geschichte
Die Bank wurde 1848 unter dem Namen Götheborgs Privat-Bank gegründet, ehe sie sich zehn Jahre später den Namen Göteborgs Enskilda Bank (dies ist die schwedische Übersetzung von Göteborgs Privatbank) gab. 1903 wechselte das Geldinstitut die Rechtsform und wurde zur Aktiengesellschaft. Damit einhergehend erfolgte eine erneute Umbenennung in Göteborgs Bank. In den folgenden Jahren wuchs die Bank unter anderem durch Zukäufe und Fusionen und erhielt 1937 den Namen Götabanken.
In den 1980ern wurde die Bank vom Investmentfonds Proventus übernommen. 1988 wurden die Punkte auf dem „ö“ gestrichen und die Bank firmierte international als Gotabanken. Nach einer Fusion mit Wermlandsbanken und Skaraborgsbanken im Jahr 1990 wurde das Institut an Trygg-Hansa verkauft und der alte Name für das schwedische Privatkundengeschäft wieder eingeführt.
In der schwedischen Bankenkrise in den 1990er Jahren bekam die Götabanken Probleme, als mehr als ein Drittel der Kreditforderungen ausfielen. In der Folge wurde das Bankhaus 1993 verstaatlicht und mit der halbstaatlichen Nordbanken verschmolzen.